# Ferndale (Washington)
Ferndale ist eine City im Nordwesten des US-Bundesstaates Washington.
Die offiziell am 19. März 1907 gegründete Ortschaft im Whatcom County hat 15.048 Einwohner (2020).

Das Stadtgebiet von Ferndale innerhalb des County und des Bundesstaates

## Geografie
Ferndale hat eine Fläche von 17,33 km². Die City liegt innerhalb des Whatcom Countys auf 11 m Höhe am Ufer des Nooksack River und an der Interstate 5.
Die Grenze zur kanadischen Provinz British Columbia liegt etwa 21 Kilometer nördlich und Bellingham, das administrative Zentrum des Countys, liegt etwa 10 Kilometer südlich von Ferndale.

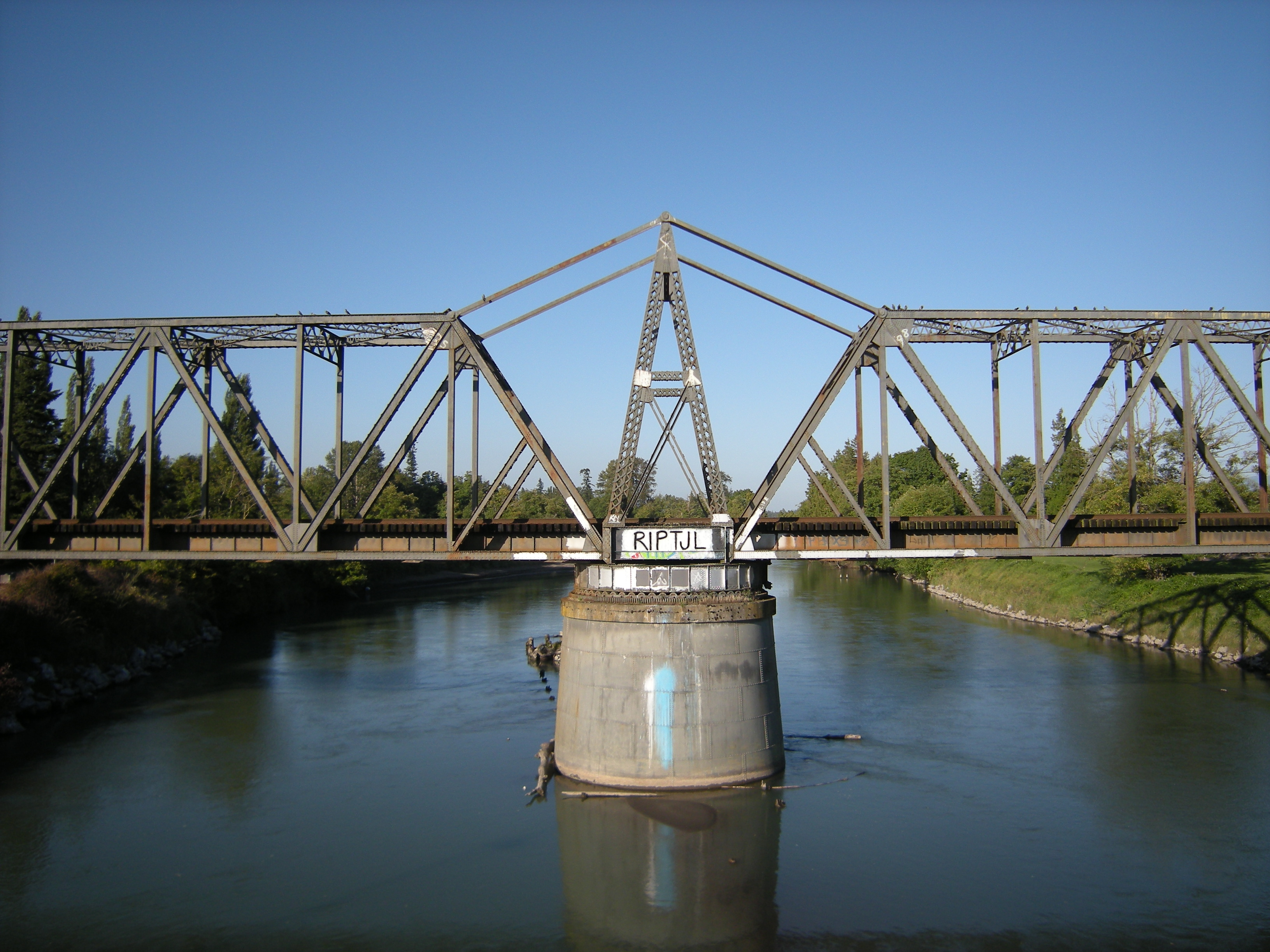
Eisenbahnbrücke über den Nooksack River